# Luke Bryan
Thomas Luther "Luke" Bryan (sinh ngày 17 tháng 7 năm 1976)  là một ca sĩ nhạc đồng quê người Mỹ.

## Sự nghiệp
Bryan bắt đầu sự nghiệp âm nhạc của mình vào giữa năm 2000, với việc sáng tác cho Travis Tritt và Billy Currington. Sau khi ký hợp đồng với hãng Capitol Records tại Nashville, Tennessee năm 2007 cùng với người anh họ Chad Christopher Boyd, anh đã phát hành album I'll Stay Me, bao gồm các đĩa đơn "All My Friends Say", "We Rode in Trucks" và "Country Man".
Anh tiếp tục phát hành album tiếp theo Doin' My Thing bao gồm các đĩa đơn "Do I", mà Bryan là đồng tác giả cùng với Charles Kelley và Dave Haywood of Lady Antebellum, và các đĩa đơn khác như "Rain Is a Good Thing", "Someone Else Calling You Baby".
Album Tailgates & Tanlines phát hành năm 2011, bao gồm "Country Girl (Shake It for Me)", "I Don't Want This Night to End", "Drunk on You", và "Kiss Tomorrow Goodbye".
Album thứ 4 Crash My Party của Bryan phát hành tháng 8 năm 2013, bao gồm đĩa đơn "Crash My Party" and "That's My Kind of Night". Bryan là đồng tác giả tất cả các đĩa đơn của mình ngoại trừ "Drunk on You", "Crash My Party" and "That's My Kind of Night" và đồng sản xuất tất cả bốn album và 1 album tổng hợp cùng với Jeff Stevens.
Ngày 7 tháng 4 năm 2013, Bryan đã giành được giải thưởng của Nghệ sĩ của năm tại Academy of Country Music Awards.

## Cuộc sống cá nhân
Gia đình Luke bao gồm cha anh Tommy (là một nông dân), mẹ anh LeClaire, anh trai Chris (đã qua đời) và chị gái, Kelly Cheshire (đã qua đời).
Bryan đã kết hôn với người yêu của mình từ thời đại học là Caroline Boyer tại Đại học Nam Georgia. Lễ cưới tổ chức vào ngày 8 tháng 12 năm 2006. Hiện tại cặp đôi đã có với nhau hai con trai.

## Giải thưởng và đề cử

### Danh sách album
- 2007: I'll Stay Me
- 2009: Doin' My Thing
- 2011: Tailgates & Tanlines
- 2013: Crash My Party

| Năm  | Tổ chức | Hạng mục | Kết quả   |
| ---- | --- | --- | --------- |
| 2010 | Academy of Country Music Awards | Top New Solo Vocalist"Luke is a Double Winner at 2010 ACM Awards!". lukebryan.com. ngày 20 tháng 4 năm 2010. Bản gốc lưu trữ ngày 13 tháng 11 năm 2013. Truy cập ngày 13 tháng 6 năm 2010.                                                      | Đoạt giải |
| 2010 | Academy of Country Music Awards | Top New Artist"ACM Awards Winners 2010 – The Boot". The Boot. ngày 18 tháng 4 năm 2010. Truy cập ngày 13 tháng 6 năm 2010. | Đoạt giải |
| 2010 | CMT Music Awards | USA Weekend Breakthrough Video of the Year – "Do I""2010 CMT Awards Winners – The Boot". The Boot. ngày 9 tháng 6 năm 2010. Truy cập ngày 13 tháng 6 năm 2010.                                                                                  | Đoạt giải |
| 2010 | Country Music Association Awards | New Artist of the Year"Miranda Lambert Leads 2010 CMA Nominees". The Boot. ngày 1 tháng 9 năm 2010. Truy cập ngày 17 tháng 11 năm 2010. | Đề cử     |
| 2011 | CMT Music Awards | Best Web Video of the Year – "It's a Shore Thing""2011 CMT Music Awards: Web Video of the Year". Country Music Television. Bản gốc lưu trữ ngày 1 tháng 4 năm 2012. Truy cập ngày 9 tháng 6 năm 2011.                                           | Đề cử     |
| 2011 | CMT Music Awards | Nationwide Insurance On Your Side Award"Nationwide® Insurance On Your Side® Award". CMT. Lưu trữ bản gốc ngày 23 tháng 1 năm 2013. Truy cập ngày 23 tháng 1 năm 2013.                                                                           | Đề cử     |
| 2011 | Teen Choice Awards | Choice Music: Country Single — "Country Girl (Shake It for Me)""2011 Teen Choice Awards Winners". Taste of Country. ngày 7 tháng 8 năm 2011. Truy cập ngày 23 tháng 1 năm 2013.                                                                 | Đề cử     |
| 2011 | Teen Choice Awards | Choice Music: Country Male Artist"Teen Choice Award Nominees Named". Teen Hollywood. Bản gốc lưu trữ ngày 19 tháng 9 năm 2012. Truy cập ngày 1 tháng 7 năm 2011.                                                                                | Đề cử     |
| 2011 | American Country Awards "2011 American Country Awards: Nominees & Winners". Country Weekly. ngày 5 tháng 12 năm 2011. Lưu trữ bản gốc ngày 23 tháng 1 năm 2013. Truy cập ngày 23 tháng 1 năm 2013. | Male Artist of the Year | Đề cử     |
| 2011 | American Country Awards "2011 American Country Awards: Nominees & Winners". Country Weekly. ngày 5 tháng 12 năm 2011. Lưu trữ bản gốc ngày 23 tháng 1 năm 2013. Truy cập ngày 23 tháng 1 năm 2013. | Single by a Male Artist — "Someone Else Calling You Baby" ft. Nick Moorehead | Đề cử     |
| 2012 | CMT Music Awards | Video of the Year: Male — "I Don't Want This Night To End""Luke Bryan Wins Male Video of the Year at 2012 CMT Music Awards for 'I Don't Want This Night to End'". Taste of Country. ngày 6 tháng 6 năm 2012. Truy cập ngày 23 tháng 1 năm 2013. | Đoạt giải |
| 2012 | Teen Choice Awards | Choice Music: Country Male Artist"Hunter Hayes, Lady Antebellum Win at 2012 Teen Choice Awards". Taste of Country. ngày 23 tháng 7 năm 2012. Truy cập ngày 23 tháng 1 năm 2013.                                                                 | Đề cử     |
| 2012 | CMA Awards "2012 CMA Awards Winners – Full List". Taste of Country. ngày 1 tháng 11 năm 2012. Truy cập ngày 23 tháng 1 năm 2013. | Male Vocalist of the Year | Đề cử     |
| 2012 | CMA Awards "2012 CMA Awards Winners – Full List". Taste of Country. ngày 1 tháng 11 năm 2012. Truy cập ngày 23 tháng 1 năm 2013. | Album of the Year | Đề cử     |
| 2012 | American Music Awards | Favorite Male Country Artist"Luke Bryan Scores First-Ever Win at the 2012 American Music Awards for Favorite Country Male". Taste of Country. ngày 18 tháng 11 năm 2012. Truy cập ngày 23 tháng 1 năm 2013.                                     | Đoạt giải |
| 2012 | American Music Awards | Favorite Country Album"Carrie Underwood and Luke Bryan Lead Country Nominees at the 2012 American Music Awards". Taste of Country. ngày 9 tháng 10 năm 2012. Truy cập ngày 23 tháng 1 năm 2013.                                                 | Đề cử     |
| 2012 | American Country Awards "Luke Bryan Sweeps 2012 ACAs Show With Nine Awards, Including Artist of the Year". Taste of Country. ngày 10 tháng 12 năm 2012. Truy cập ngày 23 tháng 1 năm 2013."2012 American Country Awards Winners – Full List". Taste of Country. ngày 10 tháng 12 năm 2012. Truy cập ngày 23 tháng 1 năm 2013. | Artist of the Year | Đoạt giải |
| 2012 | American Country Awards "Luke Bryan Sweeps 2012 ACAs Show With Nine Awards, Including Artist of the Year". Taste of Country. ngày 10 tháng 12 năm 2012. Truy cập ngày 23 tháng 1 năm 2013."2012 American Country Awards Winners – Full List". Taste of Country. ngày 10 tháng 12 năm 2012. Truy cập ngày 23 tháng 1 năm 2013. | Male Artist of the Year | Đoạt giải |
| 2012 | American Country Awards "Luke Bryan Sweeps 2012 ACAs Show With Nine Awards, Including Artist of the Year". Taste of Country. ngày 10 tháng 12 năm 2012. Truy cập ngày 23 tháng 1 năm 2013."2012 American Country Awards Winners – Full List". Taste of Country. ngày 10 tháng 12 năm 2012. Truy cập ngày 23 tháng 1 năm 2013. | Single of the Year: "I Don't Want This Night to End" | Đoạt giải |
| 2012 | American Country Awards "Luke Bryan Sweeps 2012 ACAs Show With Nine Awards, Including Artist of the Year". Taste of Country. ngày 10 tháng 12 năm 2012. Truy cập ngày 23 tháng 1 năm 2013."2012 American Country Awards Winners – Full List". Taste of Country. ngày 10 tháng 12 năm 2012. Truy cập ngày 23 tháng 1 năm 2013. | Single by a Male Artist: "I Don't Want This Night to End" | Đoạt giải |
| 2012 | American Country Awards "Luke Bryan Sweeps 2012 ACAs Show With Nine Awards, Including Artist of the Year". Taste of Country. ngày 10 tháng 12 năm 2012. Truy cập ngày 23 tháng 1 năm 2013."2012 American Country Awards Winners – Full List". Taste of Country. ngày 10 tháng 12 năm 2012. Truy cập ngày 23 tháng 1 năm 2013. | Music Video of the Year: "I Don't Want This Night to End" | Đoạt giải |
| 2012 | American Country Awards "Luke Bryan Sweeps 2012 ACAs Show With Nine Awards, Including Artist of the Year". Taste of Country. ngày 10 tháng 12 năm 2012. Truy cập ngày 23 tháng 1 năm 2013."2012 American Country Awards Winners – Full List". Taste of Country. ngày 10 tháng 12 năm 2012. Truy cập ngày 23 tháng 1 năm 2013. | Music Video by a Male Artist: "I Don't Want This Night to End" | Đoạt giải |
| 2012 | American Country Awards "Luke Bryan Sweeps 2012 ACAs Show With Nine Awards, Including Artist of the Year". Taste of Country. ngày 10 tháng 12 năm 2012. Truy cập ngày 23 tháng 1 năm 2013."2012 American Country Awards Winners – Full List". Taste of Country. ngày 10 tháng 12 năm 2012. Truy cập ngày 23 tháng 1 năm 2013. | Album of the Year: "Tailgates and Tanlines" | Đoạt giải |
| 2012 | American Country Awards "Luke Bryan Sweeps 2012 ACAs Show With Nine Awards, Including Artist of the Year". Taste of Country. ngày 10 tháng 12 năm 2012. Truy cập ngày 23 tháng 1 năm 2013."2012 American Country Awards Winners – Full List". Taste of Country. ngày 10 tháng 12 năm 2012. Truy cập ngày 23 tháng 1 năm 2013. | Most Played Radio Track: "I Don't Want This Night to End" | Đoạt giải |
| 2012 | American Country Awards "Luke Bryan Sweeps 2012 ACAs Show With Nine Awards, Including Artist of the Year". Taste of Country. ngày 10 tháng 12 năm 2012. Truy cập ngày 23 tháng 1 năm 2013."2012 American Country Awards Winners – Full List". Taste of Country. ngày 10 tháng 12 năm 2012. Truy cập ngày 23 tháng 1 năm 2013. | Most Played Radio Track by a Male Artist: "I Don't Want This Night to End" | Đoạt giải |
| 2013 | ACM Awards | Entertainer of the Year | Đoạt giải |
| 2013 | ACM Awards | Male Vocalist of the Year | Đề cử     |
| 2013 | ACM Awards | Album of the Year – "Tailgates and Tanlines" | Đề cử     |
| 2013 | ACM Awards | Vocal Event of the Year – "The Only Way I Know"(with Jason Aldean & Eric Church) | Đoạt giải |
| 2013 | Billboard Music Awards | Top Country Artist | Đề cử     |
| 2013 | Billboard Music Awards | Top Country Album- "Tailgates and Tanlines" | Đề cử     |
| 2013 | Billboard Music Awards | Top Country Song- "Drunk on You" | Đề cử     |
| 2013 | CMT Music Awards | Video of the Year - "Kiss Tomorrow Goodbye" | Đề cử     |
| 2013 | CMT Music Awards | Male Video of the Year - "Kiss Tomorrow Goodbye" | Đề cử     |
| 2013 | CMT Music Awards | Collaboration Video of the Year - "The Only Way I Know" (with Jason Aldean & Eric Church) | Đoạt giải |
| 2013 | CMT Music Awards | CMT Performance of the Year - "Drunk on You"/"Feel Again" (with Ryan Tedder) | Đề cử     |
| 2013 | American Music Awards | Favorite Country Male Artist | Đoạt giải |
| 2013 | American Music Awards | Favorite Country Album - "Crash My Party" | Đề cử     |
| 2014 | ACM Awards | Entertainer of the Year | Đề cử     |
| 2014 | ACM Awards | Male Vocalist of the Year | Đề cử     |
| 2014 | ACM Awards | Album of the Year - "Crash My Party" | Đề cử     |